# Günter Schweiger

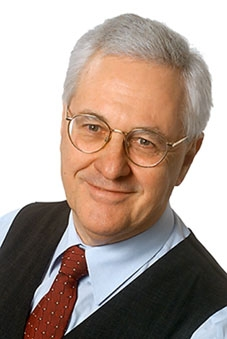
Günter Schweiger, 2007

Günter Schweiger (* 23. Mai 1941 in Krummau an der Moldau) ist ein österreichischer Wirtschaftswissenschaftler. Seit 1974 ist er ordentlicher Universitätsprofessor für Werbewissenschaft und Marktforschung an der Wirtschaftsuniversität Wien.

## Ausbildung
Günter Schweiger maturierte 1960 an der Handelsakademie Wels, studierte Handelswissenschaften an der damaligen Hochschule für Welthandel und wurde 1963 Diplomkaufmann. 1966 promovierte er zum Doktor der Handelswissenschaften (Dr. rer. comm.).

## Akademische Karriere
Nachdem er acht Jahre als Assistent am Institut für Internationales Marketing an der Johannes Kepler Universität Linz tätig gewesen war, wurde er 1974 Dozent und ordentlicher Universitätsprofessor für Werbewissenschaft und Marktforschung an der Wirtschaftsuniversität Wien.
Von 1974 bis 2009 war er Leiter des Universitätslehrgangs für Werbung und Verkauf, sowie Vorstand (seit 1975) des Instituts für Werbewissenschaft und Marktforschung der Wirtschaftsuniversität Wien. Von 1978 bis 2015 war er als Chefredakteur der Zeitschrift "transfer – Werbeforschung & Praxis" der österreichischen Werbewissenschaftlichen Gesellschaft (WWG) und der Deutschen Werbewissenschaftlichen Gesellschaft (DWG) tätig.
1983 absolvierte er ein Forschungssemester in den USA an der California State University. 2002 wurde er als Gastprofessor für Internationales Marketing an die Asian University for Science and Technology (AUST) in Chon Buri, Thailand, berufen. 2004 arbeitete er als Gastprofessor an der Hanoi University of Technology (HUT) in Hanoi, Vietnam. Schließlich folgte ein weiterer Auslandsaufenthalt 2007 als Gastprofessor an der Universität Montenegro in Podgorica, Montenegro.

## Derzeitige Funktionen
- Emeritierter Professor für Werbewissenschaft und Marktforschung an der Wirtschaftsuniversität Wien
- Ehren-Präsident der Österreichischen Werbewissenschaftlichen Gesellschaft (WWG)
- Leiter des Projektes „Marken- und Werbeforschung – Brand History“ an der Wirtschaftsuniversität Wien
- Vorsitzender des Kuratoriums des KR Wilhelm Wilfing Fonds (vormals der KR Wilhelm Wilfling Stiftung)

## Frühere Funktionen
- Vorstand des Instituts für Werbewissenschaft und Marktforschung (heute Institute for Marketing and Consumer Research), Wirtschaftsuniversität Wien von 1974 bis 2000
- Leiter des Universitätslehrganges für Werbung und Verkauf, des führenden österreichischen Weiterbildungsprogramms im Marketing (1974-2009)
- Programmdirektor des Studienprogramms zur Förderung des Führungsnachwuchses in Mittel- und Osteuropa (JOSZEFProgramm) an der Wirtschaftsuniversität Wien (seit der Gründung 1994 bis 2007)
- Präsident der Österreichischen Werbewissenschaftlichen Gesellschaft (WWG) (seit 1985)
- Schriftleiter der Zeitschrift "Transfer – Werbeforschung & Praxis" der österreichischen Werbewissenschaftlichen Gesellschaft (WWG) und der Deutschen Werbewissenschaftlichen Gesellschaft (DWG)
- Mitherausgeber der Zeitschrift "Der Markt"
- Herausgeber der Schriftenreihen „Die Marke“, WWG und „Werbe- und Markenforschung“, Gabler Verlag (DUV), Deutschland
- Kooperationsbeauftragter der Wirtschaftsuniversität für das Austauschprogramm mit der Getulio Vargas, São Paulo

## Ehrungen und Auszeichnungen
- Eduard Haas Preis (1973)
- Honorary Fellow Member of the IMM (Institute of Marketing and Management) New Delhi, India (1980)
- Honorable Advisor for the M.B.A. Program, Ramkhamhaeng University, Bangkok
- Emco Preis für Produktinnovation: "Die Werkzeugmaschine des Jahres 2000" (1991)
- Großes Ehrenzeichen für Verdienste um die Republik Österreich (1992)
- Preis der Senator Wilhelm Wilfling Stiftung der Wirtschaftsuniversität Wien (1992)
- Korrespondierendes Mitglied der Österreichischen Akademie der Wissenschaften (1994)[1]
- Nominierung als Preisträger für das Internationale Markenkolloquium 2015[2]

## Publikationen
- über 150 Veröffentlichungen in Fachzeitschriften in Marketing, Marktforschung, Werbe-, Image-, Marken- und Herkunftslandforschung
- Autor bzw. Herausgeber von 60 Büchern

## Forschungsgebiete nach ÖSTAT-Klassifikation
- 5300 Wirtschaftswissenschaften
- 5320 Marketing
- 5321 Marktforschung

## Projekte
(Quelle: )
- Geschichte der Werbung (2007)
- Markenarchitekturen, Markenportfolios: Das Management mehrerer Marken (2000–2006)
- Empfehlungen für strategische Positionierungen von Handelsmarken in Österreich (1997–1998)
- Markenwert (1995–1999)

## Belege
1. ↑  Korrespondierende Mitglieder: Günter C. Schweiger. Österreichische Akademie der Wissenschaften, abgerufen am 6. Mai 2022.
2. ↑  Internationales Marken-Kolloquium: em. Univ. Prof. Dr. Günter Schweiger über das 12. Internationale Marken-Kolloquium 2015. 21. Oktober 2015, abgerufen am 18. Mai 2024.
3. ↑  Günter Schweiger. Abgerufen am 18. Mai 2024 (deutsch).

| Personendaten    | Personendaten                                                                                                 |
| ---------------- | --- |
| NAME             | Schweiger, Günter                                                                                             |
| KURZBESCHREIBUNG | österreichischer Betriebswirtschaftler; ordentlicher Universitätsprofessor an der Wirtschaftsuniversität Wien |
| GEBURTSDATUM     | 23. Mai 1941                                                                                                  |
| GEBURTSORT       | Krummau an der Moldau                                                                                         |